# Tuksari
Tuksari is een bestuurslaag in het regentschap Temanggung van de provincie Midden-Java, Indonesië. Tuksari telt 3641 inwoners (volkstelling 2010).